# Neurosfera
Con il termine neurosfera, riferito alla spontanea assunzione di una forma sferica, si designa un ammasso di cellule staminali neurali coltivate in vitro.

## Ottenimento
L'identificazione di cellule staminali neurali e l'induzione a neurosfera procede in tre tappe:
- Isolamento di un frammento di tessuto nervoso;
- Disaggregazione delle componenti cellulari in vitro;
- Dato che le condizioni di coltura in vitro sono tali da portare alla morte la maggior parte delle cellule differenziate, le cellule staminali rimanenti entreranno, per le stesse condizioni di coltura, in una fase di attiva proliferazione, fino a formare la neurosfera.

### Condizioni del terreno di coltura
Affinché si ottenga una neurosfera sono necessari vari accorgimenti, tra cui particolarmente critica è l'aggiunta al mezzo di coltura di fattori di crescita quali il fattore di crescita dell'epidermide (EGF) e il fattore di crescita dei fibroblasti-2 (FGF-2)

### Neurosfere di nesimagenerazione
Ogni cellula staminale in una neurosfera dà origine a un gran numero di cellule figlie che mantengono la staminalità. In ogni neurosfera il risultato netto del procedimento sarà un incremento esponenziale del numero di cellule staminali nella coltura; isolando dalla neurosfera primaria una cellula staminale essa potrà dare vita a una neurosfera di seconda, terza, ennesima generazione. Ovviamente più si procede nell'operazione più aumenta la probabilità di mutazioni genetiche più o meno gravi.